# Плопиш (Марамуреш)
Плопиш (рум. Plopiș) насеље је у Румунији у округу Марамуреш у општини Шишешти. Oпштина се налази на надморској висини од 406 m.

## Становништво
Према подацима из 2002. године у насељу је живело 522 становника, од којих су сви румунске националности.